# Calcio al I Campionato dei Giochi dell'Estremo Oriente

La prima edizione del torneo di calcio ai Giochi dell'Estremo Oriente si è svolta a Manila, nelle Filippine, il 4 febbraio 1913. Consistette in un unico incontro che vide contrapporsi le rappresentative delle Filippine e la Cina.

## Avvenimenti
A rappresentare le squadre furono per la Cina soprattutto ex giocatori del South China Football Club, club di Hong Kong, mentre le Filippine furono rappresentate dai campioni nazionali del Bohemian Sporting Club di Manila e dal Sandow. L'incontro si concluse con l'affermazione degli isolani per 2-1.

## Tabellino
| Manila 4 febbraio 1913 | Filippine  | 2 – 1 referto | Repubblica di Cina | Carnival Grounds |
| \| \| \| \| \| ? (rigore) Damaso Garcia \| Marcatori \| Tong Fuk Cheong \| \| German Montserrat L. Lara Henry Doland T. Robles Enrique Lopez Jose Llamas Jesus Cacho Joaquin Lopez Manuel Nieto Angel Garchitorrena Damaso Garcia \| Formazioni \| Archie Cheung Wing Hon Pang Kap Yau Fung Kai Ming Tong Fuk Cheong Mok Hing Tai Cho Man Leung Wing Tai Kwok Po Kan Yip Kwan Kwok Shui Yan \| \| ? \| Allenatori \| ? \| |            | |                    |                  |
| |            | |                    |                  |
| ? (rigore) Damaso Garcia | Marcatori  | Tong Fuk Cheong |                    |                  |
| German Montserrat L. Lara Henry Doland T. Robles Enrique Lopez Jose Llamas Jesus Cacho Joaquin Lopez Manuel Nieto Angel Garchitorrena Damaso Garcia | Formazioni | Archie Cheung Wing Hon Pang Kap Yau Fung Kai Ming Tong Fuk Cheong Mok Hing Tai Cho Man Leung Wing Tai Kwok Po Kan Yip Kwan Kwok Shui Yan |                    |                  |
| ? | Allenatori | ? |                    |                  |

## Vincitore
| Vincitore                |
| ------------------------ |
| Filippine Medaglia d'oro |